# 석매튜
석매튜(2002년 5월 28일 ~ )는 대한민국의 가수이다. 엠넷의 리얼리티 경쟁 프로그램 BOYS PLANET에서 경쟁하여 최종화에서 3위에 순위를 올렸고 이를 통해 대한민국의 보이 밴드 제로베이스원의 일원이 되었다.

## 음반 외 활동
- 《소년탐정 김지웅》 (2023) - 게스트
- 《써클차트 뮤직 어워즈 2023》 (2024.1.10) - MC
- 《집대성》(2025) - 게스트